# Чорний Володимир Пантелійович
Чорний Володимир Пантелійович (нар. 10 лютого 1949, с. Оленівка, Волноваський район Донецька область, Українська РСР, СРСР) — український художник. Проживає у селищі Межова Дніпропетровської області. Працює в галузі пейзажного живопису.

## Життєпис
Закінчив Нікопольський сільськогосподарський технікум у 1980, працював інженером-контролером сільгосптехніки.
Мистецтву ніде не навчався, самотужки зумів досягти вершин образотворчого мистецтва і створив близько двох тисяч неповторних по своїй красі картин.
Самобутній художник почав малювати у середині 1970-х. Першими були не полотна, а замальовки, виконані олівцем та аквареллю. Живопису Володимир ніде не вчився та все ж спробував писати олією. Зразком для наслідування стали твори Левітана, Шишкіна, Айвазовського, Рєпіна та інших класиків українського та світового мистецтва.
Влітку 2006 гості й жителі селища Межова вперше побачили картини свого земляка, дізналися про нього, як художника. Особиста виставка художника під назвою «Усе в природі має свою душу» діяла в Межівській районній бібліотеці. Проходила на високому рівні, картини здивували відвідувачів високою художньою досконалістю, професійністю, новизною, реальністю та багатосюжетністю.

## Творчість
Творчість художника вийшла вже далеко за межі Межівщини. Він бере участь у виставках та конкурсах багатьох міст України — Києва, Дніпропетровська, Нікополя, Павлограда, Добропілля, Мирнограда, Красноармійська та інших.
Картини Володимира Чорного знаходяться в музеях, картинних галереях, приватних колекціях в Україні, Росії, декілька полотен у Білорусі, Італії та Португалії.
У 2008 художник бере участь в обласному конкурсі «Примножимо славу Придніпров'я»; у 2010 та 2011 роках — міжрегіональних конкурсах «Павлоград збирає друзів», «Творіть із задоволенням». На конкурсах художник зайняв перші місця й був нагороджений дипломами І-го ступеню.
У серпні 2011 став призером конкурсу «Намалюй своє місто», що проводився у Красноармійську Донецької області.
Художник — постійний учасник фестивалю народної творчості «Петриківський дивосвіт», фестивалю «Козацькими шляхами». Твори художника були відзначені дипломами.

### Найвідоміші твори художника
- «Золота осінь у Софіївці» (2012),
- «Філія. Річка Вовча» (2002),
- «Березовий гай» (2010),
- «Маки» (2011),
- «Свіжий вітер. Річка Бик» (2010),
- «Бабине літо» (2011).